# ルナ7号
ルナ7号（ロシア語：Луна-7、ラテン文字表記の例：Luna 7）は、1965年にソビエト連邦が打ち上げた無人月探査機。世界初の月面への軟着陸を目指したが、着陸前の減速に失敗して月面に衝突した。

## 設計
詳細は同型機のルナ9号を参照
ルナ7号は、月面への軟着陸を行う着陸機と、探査機を減速する飛行ステージから構成されていた。着陸機はエアバッグを使用して着陸を行い、世界初の月面のパノラマを撮影する予定だった。飛行ステージには減速用のロケットエンジンが装備されていた。
ランダー・飛行ステージ・推進剤を合わせた質量は1504kgだった。

## 飛行
1965年10月4日、ルナ7号はモルニヤロケットによってバイコヌール宇宙基地から打ち上げられた。この日はスプートニク1号打ち上げから8周年の記念日だった。探査機は宇宙待機軌道を経て月へ向かった。
ルナ7号は月の目前まで順調に飛行したが、減速用の逆噴射ロケットが予定より早く点火されてしまった。逆噴射が終了した時点で探査機はまだ月の上空に位置し、その後自由落下をして月面に激突した。衝突地点は嵐の大洋だった。
9号で世界初の月軟着陸に成功するまで、ソ連は多くの軟着陸失敗を経験した。ルナ7号もその1機だった。